# Вільям Макдугалл
Вільям Мак-Дугалл (англ. William McDougall; нар. 22 червня 1871 — пом. 28 листопада 1938) — англо-американський психолог, один із засновників соціально-психологічних досліджень, ввів поняття «соціальна психологія» (1908).
Він написав багато впливових наукових робіт, зробив великий внесок у розвиток теорії інстинктів і соціальної психології. Був опонентом біхевіоризму, і займав позицію дещо осторонь основної течії англо-американської психологічної думки першої половини 20 століття. Проте його роботи були добре відомими і поважалися в певних колах.
Мак-Дугалл намагався дати наукову інтерпретацію процесів в соціальних групах: пояснював соціальну потребу як стадний інстинкт, а групове спілкування — як організацію взаємодіючих енергій всіх членів даної групи («душа групи»), розвивав уявлення про надіндивідуальну національну душу.
Як його попередник, Вільям Джеймс, Мак-Дугалл мав виражений науковий інтерес до окультних феноменів. У 1927 році він, при участі Дж. Райна, організував і університеті Дьюка першу парапсихологічну лабораторію. Він вважав, що психічна енергія є такою ж дієвою, як фізична. На цьому підґрунті намагався підійти до проблеми особистості і пояснити клінічний матеріал, що торкався феномена «множинної особистості», тут він прийшов до розуміння особистості як системи мислячих і цілеспрямованих монад. Його роботи в цій галузі дали поштовх дослідженням особистості, перш за все мотиваційних характеристик (Г. Олпорт, Г. А. Мюррей, Р. Б. Кеттелл, Ф. Лерш).

## Вибрані праці
- (англ.) Introduction of Social Psychology (1908
- The Group Mind (1920)
- Outlines of Abnormal Psychology (1929)
- The Battel of Behaviorism (у співавторстві, 1927)
- Energies of Man (1934)